# Butch Hartman
Elmer Earl „Butch“ Hartman IV (10. ledna 1965, Highland Park, Michigan, USA) je americký animátor, který vytvořil mnoho animovaných seriálů pro společnost Nickelodeon, nejznámější je však jeho seriál Kouzelní kmotříčci. Pro Nickelodeon vytvořil také seriály Danny Phantom, Přísně tajné: agent Dudley Puppy, Bunsen je zvíře nebo Oh Yeah! Cartoons, ze kterého poté vzešli Kouzelní kmotříčci.
V roce 2018 Nickelodeon opustil a začal se věnovat YouTube tvorbě. Na YouTube také měl premiéru jeho seriál HobbyKids Adventures.